# Jaromír Čelakovský
Jaromír Čelakovský (Bratislava, 1846 – 1914) è stato uno storico ceco.
Figlio di František Ladislav Čelakovský e fratello di Ladislav, botanico, insegnò dal 1866 storia del diritto all'università di Praga. Fu inoltre parlamentare nazionalista.

## Opere
- Codex iuris municipalis regni Bohemiae (1895)